# Khalid Hameed
Khalid Hameed, (né le 1er juillet 1941) est président du groupe Alpha Hospital et président-directeur général du London International Hospital. Auparavant, il est directeur exécutif et chef de la direction du Cromwell Hospital de Londres. 

## Biographie
Il est originaire de Lucknow, en Inde.
Il préside le Commonwealth Youth Exchange Council. Il est membre du conseil d'administration du British Muslim Research Centre et de la Ethnic Minorities Foundation. Il est membre exécutif de la Fondation Maimonides et administrateur de La Petite Fondation. Il reçoit l'Ordre de l'Empire britannique dans les honneurs du Nouvel An 2004. Il soutient diverses œuvres caritatives et reçoit le prix Sternberg pour 2005 pour sa contribution à l'amélioration des relations entre chrétiens, musulmans et juifs. Il reçoit plusieurs distinctions nationales et internationales de divers pays dont le Royaume-Uni. Il est gouverneur de l'International Students House; président de La Petite Fondation ; président du Woolf Institute of Abrahamic Faiths et vice-président des Friends of the British Library.
Il s'occupe de questions interreligieuses et donne des conférences sur ce sujet.
Il est nommé par la Reine en tant que premier asiatique haut shérif du Grand Londres pour l'année 2006-2007. Ce poste a 1000 ans et est le deuxième poste le plus ancien du pays après la monarchie.
En février 2007, la Commission des nominations de la Chambre des Lords le désigne pair à vie et il siège en tant que Crossbencher. Le 27 mars 2007, il est créé baron Hameed, de Hampstead dans le quartier londonien de Camden. 
Il reçoit Padma Shri en 1992 et le Padma Bhushan, « troisième dans la hiérarchie des récompenses civiles », par le gouvernement indien en 2009. Il est l'invité d'honneur du Pravasi Bharatiya Diwas 2010 qui s'est tenu à New Delhi.
Il est marié à Ghazala Afzal, qui est nommée haut shérif du Grand Londres pour 2015-2016.